# Novoselci (Kozarska Dubica)
Pour les articles homonymes, voir Novoselci.
Novoselci (en serbe cyrillique : Новоселци) est un village de Bosnie-Herzégovine. Il est situé dans la municipalité de Kozarska Dubica et dans la république serbe de Bosnie. Selon les premiers résultats du recensement bosnien de 2013, il compte 113 habitants.

## Démographie

### Évolution historique de la population dans la localité
| 1948 | 1953 | 1961 | 1971 | 1981 | 1991 | 2013 |
| ---- | ---- | ---- | ---- | ---- | ---- | ---- |
| 260  | 239  | 218  | 222  | 224  | 191, | 113  |

|  |